# Kustība Par!
Kustība Par! (deutsch „Bewegung Dafür!“, kurz Par) ist eine liberale und pro-europäische Partei der politischen Mitte in Lettland.

## Geschichte
Die Partei wurde im August 2017 von Daniels Pavļuts gegründet, der zuvor 2011–14 als Vertreter der Reformu partija Wirtschaftsminister in der Regierung Dombrovskis gewesen war. Fünf aus der Vienotība ausgetretene Abgeordnete – Lolita Čigāne, Ints Dālderis, Andrejs Judins, Aleksejs Loskutovs und Ilze Viņķele – schlossen sich Par an. Bis auf Viņķele verließen sie die Partei allerdings nach wenigen Monaten wieder. Dafür gewann die Partei im Juni 2018 mit Artis Pabriks (ehemaliger Außen- und Verteidigungsminister Lettlands) noch einen Europaparlamentarier, der ebenfalls von Vienotība zu Par übertrat.
Für die Parlamentswahl im Oktober 2018 bildete Par ein Bündnis mit den Parteien Latvijas attīstībai und Izaugsme, die ebenfalls eine liberale und pro-europäische Ausrichtung haben. Das Bündnis trat unter der Bezeichnung Attīstībai/Par! an, Spitzenkandidat war Artis Pabriks. Attīstībai/Par! errang zusammen 12,1 % der Stimmen und 13 der 100 Sitze im Saeima.
Zur Parlamentswahl 2022 trat die Partei wie 2018 im Bündnis Attīstībai/Par! an. Dieses konnte diesmal aber nur 4,97 % der Stimmen auf sich vereinigen, blieb somit unter der 5%-Hürde und konnte keine Sitze erringen. Der Parteivorstand von Kustība Par! trat daraufhin geschlossen zurück.